# عبدالله فراهانی
عبدالله فراهانی معروف به میرزا عبدالله (۱۲۲۲ خورشیدی، فراهان اراک  – ۱۲۹۷ خورشیدی)، استاد برجستهٔ موسیقی ایرانی و نوازندهٔ سرشناس سه‌تار و تار بود. او از چهره‌های اثرگذار در موسیقی ایرانی بود که ردیف موسیقی ایرانی را به نظم درآورد. میرزا عبدالله، فرزند علی‌اکبر فراهانی، نوازندهٔ تار دوران ناصرالدین‌شاه و نیز پدر احمد عبادی نوازندهٔ بزرگ سه‌تار بود. همچنین هوشنگ سیحون معمار برجسته ایرانی نوه دختری وی است.

## زندگی
میرزا عبدالله، دومین فرزند علی‌اکبر فراهانی (بعد از میرزا حسن) بود و در سال ۱۲۲۲ خورشیدی (۱۲۶۱ قمری) در فراهان زاده شد. وی نخستین آموزش‌های خود را نزد برادر بزرگترش میرزا حسن گذراند و پس از آن نزد پسر عمو و ناپدری‌اش آقا غلامحسین فراهانی آموزش‌های خود را تکمیل کرد و به برادر کوچک‌تر خود آقا حسینقلی فراهانی هم آموخت.
از شاگردان او می‌توان مهدی‌قلی هدایت، فرصت شیرازی، ابوالحسن صبا، حسین هنگ‌آفرین، سید حسین خلیفه، مهدی‌خان صلحی، اسماعیل قهرمانی، سید مهدی دبیری، محمد ایرانی مجرد و فرزندش احمد عبادی را نام برد.
وی با تجدید نظر در دستگاه‌های دوازده‌گانه موسیقی ملی ایران و ادغام بعضی از آن‌ها با هم، هفت دستگاه کامل و مجزا پدید آورد که این هفت دستگاه را سه تن از شاگردانش به نام‌های میرزا نصیر، فرصت شیرازی و مهدی‌قلی هدایت طی هفت سال نت‌نویسی کردند.
میرزا عبدالله در تهران در محله امامزاده یحیی کلاس درسی ترتیب داد که جوانان و متجددین دورش جمع شدند؛ ولی بر اثر تحریکات، مخالفان به خانه‌اش ریختند و با شکستن وسایل تعلیم بساط درسش را تعطیل کردند. با این حال تا دم مرگ دست از تعلیم نکشید و دربستر بیماری با سه‌تار قطعاتی به‌عنوان یادگار به شاگردان برجسته خود تعلیم می‌داد.
ابتکار ساختن برخی قطعات ضربی از اوست که در قطعات مجلسی توأم با آواز پس از اجرای چند گوشه، برای تنوع قطعه ضربی می‌نواخت. مضراب ریز و تک مضراب‌ها در ساز او در تعادل و جملات موسیقی او منظم است و در همراهی با آواز پس از آن که خواننده بیتی را خاتمه می‌دهد، او خود گوشه جدیدی را شروع کرده‌است و خواننده را هدایت می‌کند. در حفظ وزن قطعه دقیق بوده و غالباً نوازندگی خود را با قطعه تند رنگ مانندی پایان می‌داد. رنگ‌های او متنوع است و با آنکه آثار ضبط شده از او مربوط به حدود ۶۵ سالگی بوده ولی پنجهٔ او روان و قطعات را راحت اجرا کرده‌است.
میرزا عبدالله، در نواختن تار هم استاد بود، ولی شهرت وی بیشتر در نواختن سه‌تار است. او چهار فرزند به نامهای مولود، ملوک، جواد و احمد داشت که همه آن‌ها با موسیقی مأنوس بودند. وی در سال ۱۲۹۷ خورشیدی در ۷۵ سالگی در تهران درگذشت.
میرزا عبدالله یکی از تأثیرگذارترین استادان موسیقی کلاسیک ایرانی بود. به دلیل تمایل او به گردآوری رپرتوار بزرگی از قطعات سنتی، وبه دلیل روحیه سخاوتمند و تمایل او به آموزش دیگران، روایت خاص او از موسیقی ایرانی، به شناخته شده‌ترین و پرکاربردترین روایت درمیان موسیقیدانان ایرانی معاصر تبدیل شده‌است. ارتباط او با آئین بهائی و طریقت‌های عرفانی، قطعاً در آزاداندیشی، سخاوت و تمایل او به گسترش اساس سنت موسیقی، چه در محتوا و چه در عمل، اثرگذار بوده‌است. شهرت او به بردباری، صبر، سخاوت، معنویت و فروتنی توسط هنرمندان امروزی به عنوان الگویی برای یک موسیقی‌دان واقعی در نظر گرفته می‌شود.
مکاتباتی که او از عبدالبهاء دریافت کرد، حاکی از حفظ و گسترش سنت موسیقی کلاسیک بود، بر ارتقا و گذار آن از دلمشغولی‌هایی چون رنج، اندوه و تأسف به موضوعاتی چون امید، وصل، و شادی معنوی تأکید داشت و بی‌گمان سنت موسیقایی ایران و پیشه نوازندگی در آیین بهائی را مشروعیت بخشید. میرزا عبدالله یقیناً در اجراها، تدریس و تحول ردیف، به دنبال این توصیه‌ها بود و توانست تأثیر زیادی بر نسل‌های آتی موسیقی‌دانان بگذارد. تلاش‌های او موسیقی ایرانی را بر پایه‌ای مستحکم شکوفا نمود و وی را به چهره‌ای مهم در احیای هنر و فرهنگی که از ایرانِ قرن نوزدهم برخاسته بود تبدیل کرد.

## داستان نوشتن ردیف میرزا عبدالله
روح‌الله خالقی در جلد دوم از کتاب خود به نام «سرگذشت موسیقی ایران» داستان نوشتن ردیف میرزا عبدالله را چنین نقل می‌کند که کلنل علینقی وزیری که با ابراهیم آژنگ رئیس یکی از گروه‌های موسیقی آشنایی داشته موضوع به نت درآوردن ردیف میرزا عبدالله را با وی در میان می‌گذارد. ابراهیم خان هم که علاقه داشته ردیف یکی از استادان معاصر خود را بنویسد استقبال کرده و قرار می‌شود که به اتفاق، نزد میرزا عبدالله بروند. وزیری می‌گوید:
«همراه ابراهیم خان به خانه میرزا عبدالله رفته و خدمت استاد رسیدیم. من مقصود خود را اظهار داشتم و یکی از دوستان استاد که مرد سالخورده‌ای بود شگفت زده شد و پرسید مگر چنین کاری ممکن است؟ میرزا عبدالله با نهایت مهربانی خوشحال شد اما نسبت به اصل موضوع شک داشت که شاید این کار مقدور نباشد! من گفتم امتحان فرمایید. استاد پذیرفت تار را برداشت و شروع به نواختن شور بالا دسته کرد. من هم شروع به نوشتن کردم تا در حدود یک صفحه شد. من از استاد درخواست کردم اگر اجازه بفرمایند هفته‌ای یکی دو مرتبه این کار را ادامه بدهیم. ایشان قبول کرد اما گفت حالا معلوم نیست چیزی که شما نوشته‌اید همان باشد که من زده‌ام. من هم تار را برداشتم و نوشته‌های خود را دقیقاً نواختم و چون با تار آشنا بودم مضرابها را هم نوشته بودم و حتی چپ و راستها را هم همان‌طور که استاد زده بود نواختم. وقتی نواختن صفحه تمام شد استاد و بیان الممالک که آنجا حضور داشت تحسین کردند و مقرر شد این کار ادامه یابد. به‌علاوه استاد از من پرسید که غرض شما از نوشتن ردیف چیست؟ عرض کردم منظور اینست که آثار شما حفظ شود و اگر شرایط فراهم بود بنام خود شما چاپ شده و دیگران استفاده کنند. میرزا عبدالله از آنجا که مرد پاک‌سرشت و بی حسادتی بود پذیرفت در حالی که می‌دانستم استادان دیگر این رویه را ندارند. در نهایت این کار تقریباً هجده ماه طول کشید و من همه ردیف هفت دستگاه میرزا عبدالله را بدین شکل نوشتم.»

## آثار
میرزا عبدالله تنها در سال ۱۲۸۴ خورشیدی صفحاتی را با همکاری کمپانی گرامافون ضبط می‌کند که تنها آثار شنیداری از وی می‌باشد که باقی مانده‌است که در ابتدا در مجموعه‌ای به نام گنج سوخته به کوشش فرهنگ رجایی و بعدها به صورت تکمیل شده در مجموعه‌ای به نام گلبانگ سربلندی به کوشش بهمن کاظمی، وهرز پوراحمد و مهدی فراهانی منتشر شد.
کتاب «ردیف سازی موسیقی سنتی ایران» شامل ردیف میرزا عبدالله به روایت نورعلی برومند با نت‌نویسی ژان دورینگ و در سال ۱۳۷۰ با ترجمهٔ پیروز سیار به زبان فارسی، را انتشارات سروش منتشر کرد.

## گالری تصاویر

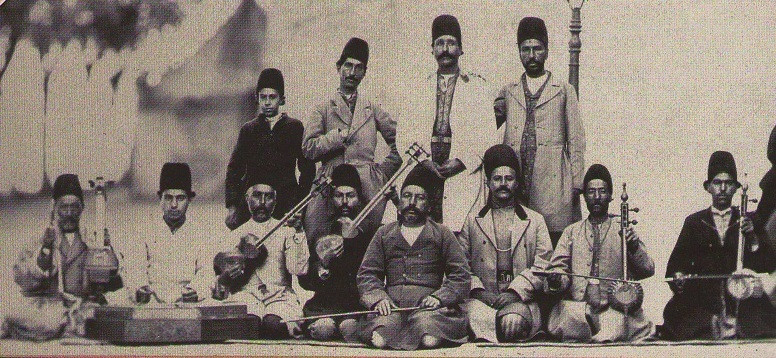
تصویری از موسیقی‌دانان دورهٔ قاجار. این تصویر در خلال مراسم روز طبخ آش در شهرستانک گرفته شده‌است (تصویر برگرفته از کتاب موسیقی ایران در سده گذشته به کوشش بهمن کاظمی، مهدی فراهانی، وهرز پوراحمد، انتشارات فرهنگستان هنر، ۱۳۹۰.نفرات نشسته از راست عبارتند از: حسین کریم کور و قلی خان (نوازندگان کمانچه)، سماع حضور که دستش را روی پاهایش گذاشته‌است، محمدصادق‌خان (سرور الملک) که رئیس گروه نوازندگان دربار بود و عصایی در دست دارد، آقا حسینقلی و میرزا عبدالله (نوازندگان تار)، آقا مطلب پسر محمدصادق‌خان نوازنده سنتور، و آقا غلامحسین (نوازنده کمانچه و پدر سماع حضور، که سازی ابداعی شبیه کمانچه در دست دارد).نفرات ایستاده از راست عبارتند از: ابراهیم کربلایی سعید، میرزا ابوالقاسم ضرب گیر (خواننده)، یوسف خان معیری (خواننده) و عبدالله پسر کوچک محمدصادق‌خان (پسر نوجوان)